# Casa di Giuseppe Garibaldi (Montevideo)
La casa di Giuseppe Garibaldi (in spagnolo: Casa de Giuseppe Garibaldi) è una delle strutture che compongono il Museo Storico Nazionale dell'Uruguay insieme ad altre dimore storiche. In questa casa nella città vecchia di Montevideo, vissero Giuseppe Garibaldi e la sua famiglia durante la guerra contro la Confederazione Argentina sotto il governo di Juan Manuel de Rosas, conosciuta come la Guerra Grande. Il condottiero nizzardo risiedette in questa casa fino al 1848 quando ritornò in Europa. 
La casa fu costruita durante la prima metà del XIX secolo dal mercante spagnolo Ildefonso Garcia. Albano Corneli, esule antifascista in Argentina, trasformò la vecchia casa di Garibaldi in museo.
L'edificio fu dichiarato monumento storico nazionale nel 1975. La casa-museo fu restaurata tra il 1960 e il 1980 e poi nel tra il 1999 e il 2000. 
La casa fu riaperta nel mese di settembre 2013 e da allora è disponibile per le visite. L'esposizione permanente comprende ritratti, sculture e altri oggetti, tra cui abbigliamento, che fanno riferimento alla figura di Giuseppe Garibaldi.

## Galleria d'immagini

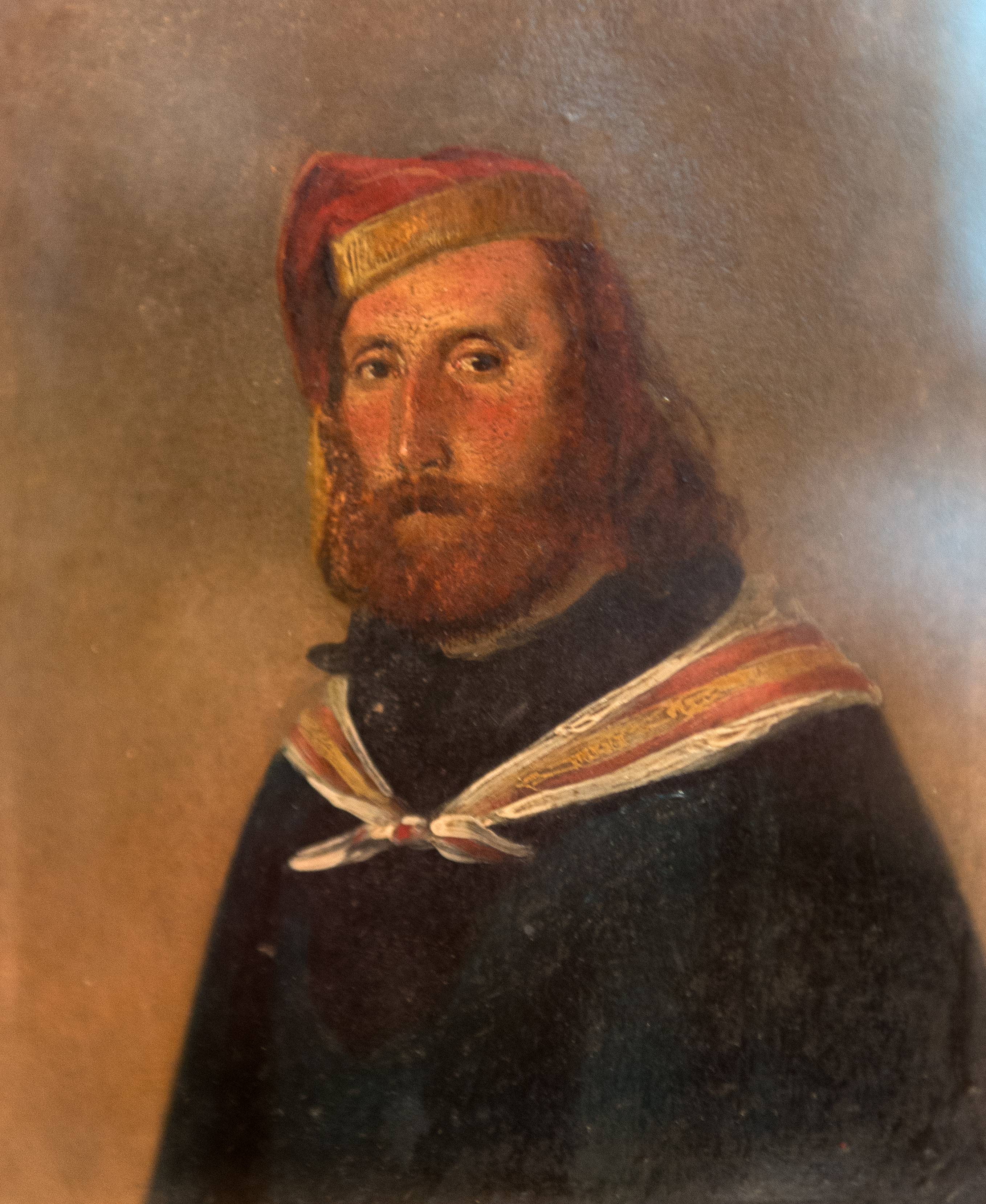
Giuseppe Garibaldi, Autore: Cayetano Gallino, olio su tela,  (13 X 11,8 cm)
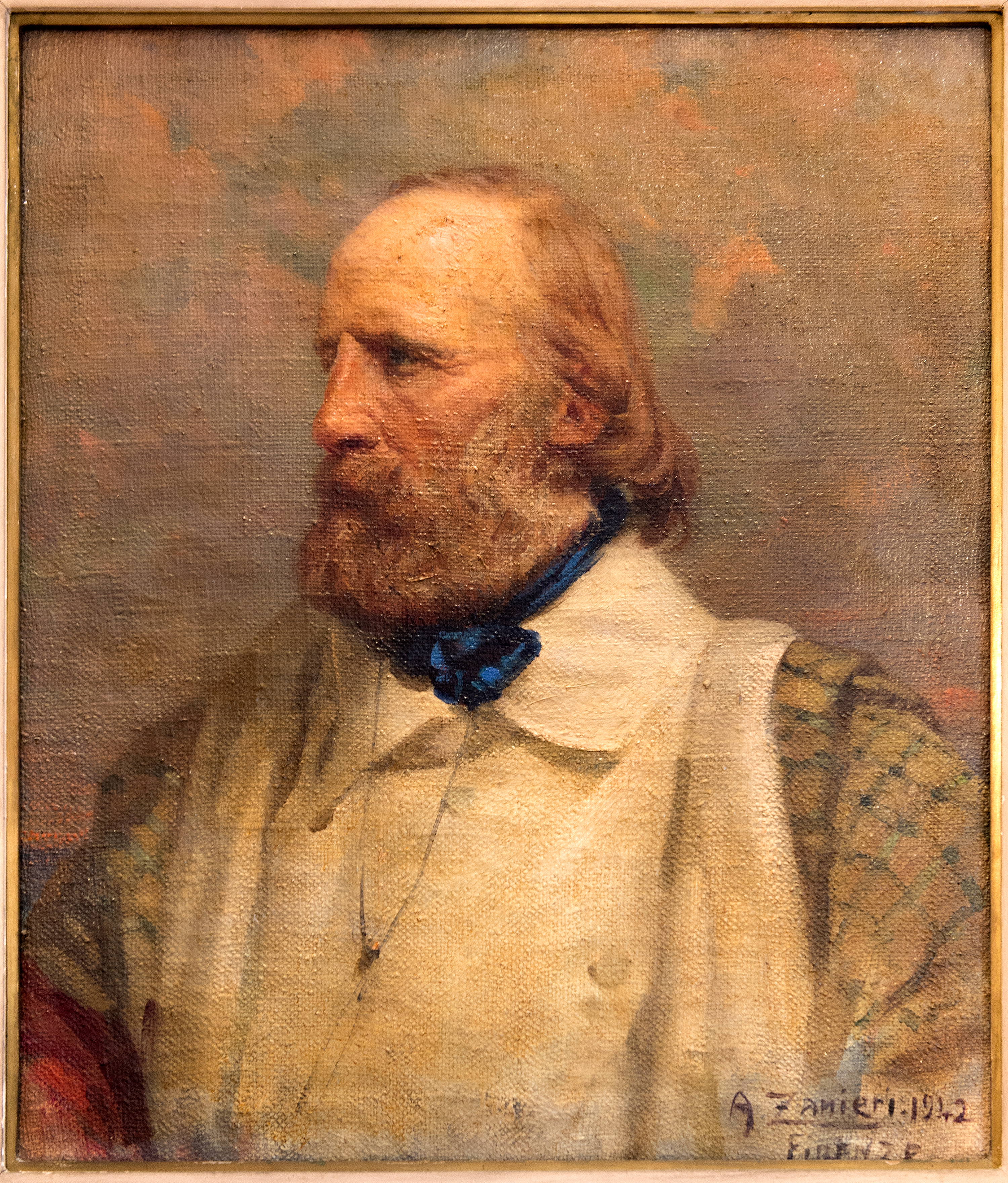
Giuseppe Garibaldi, Autore: A. Zanieri, olio su tela, 1922 (58 X 59,5 cm)
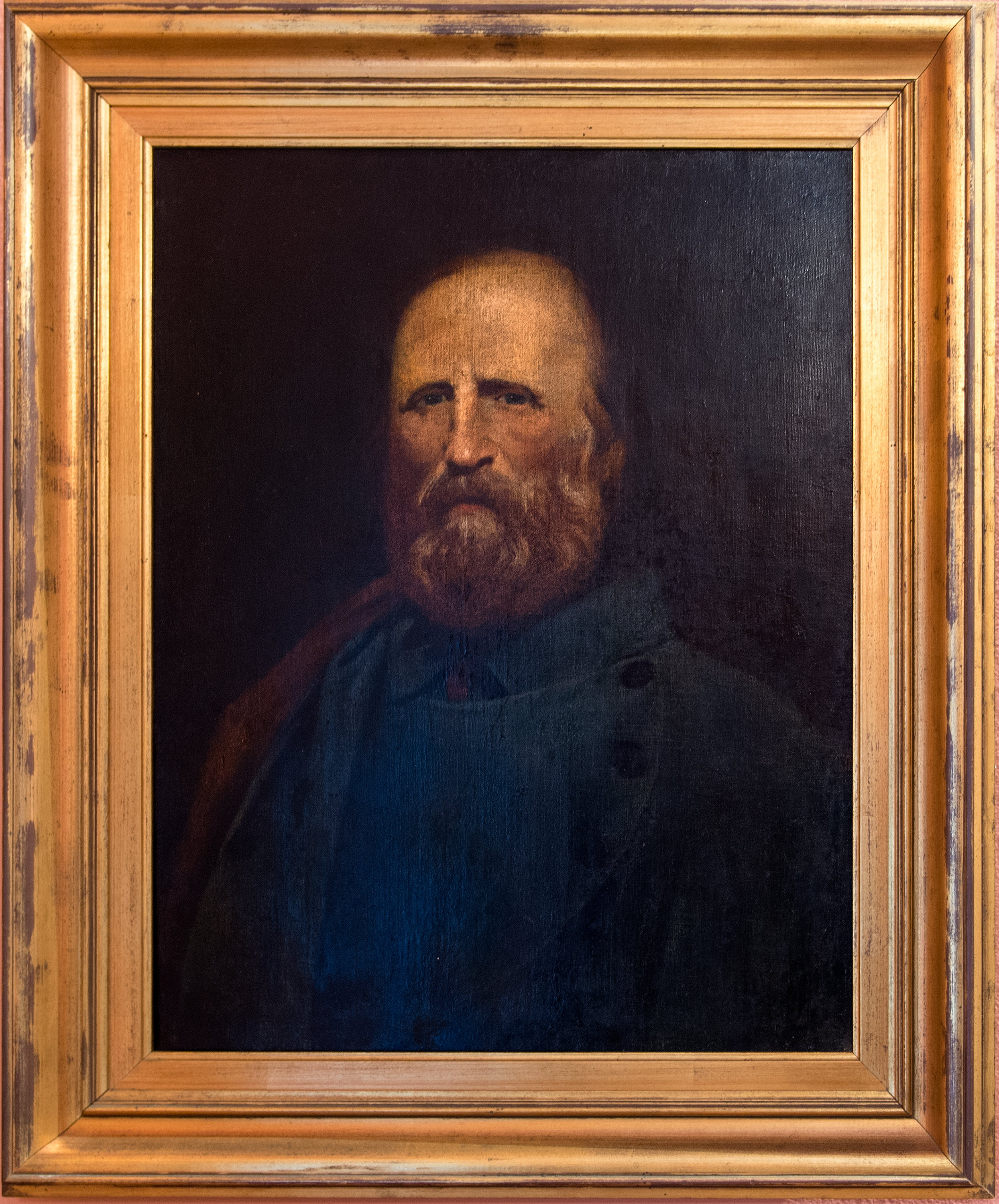
Giuseppe Garibaldi
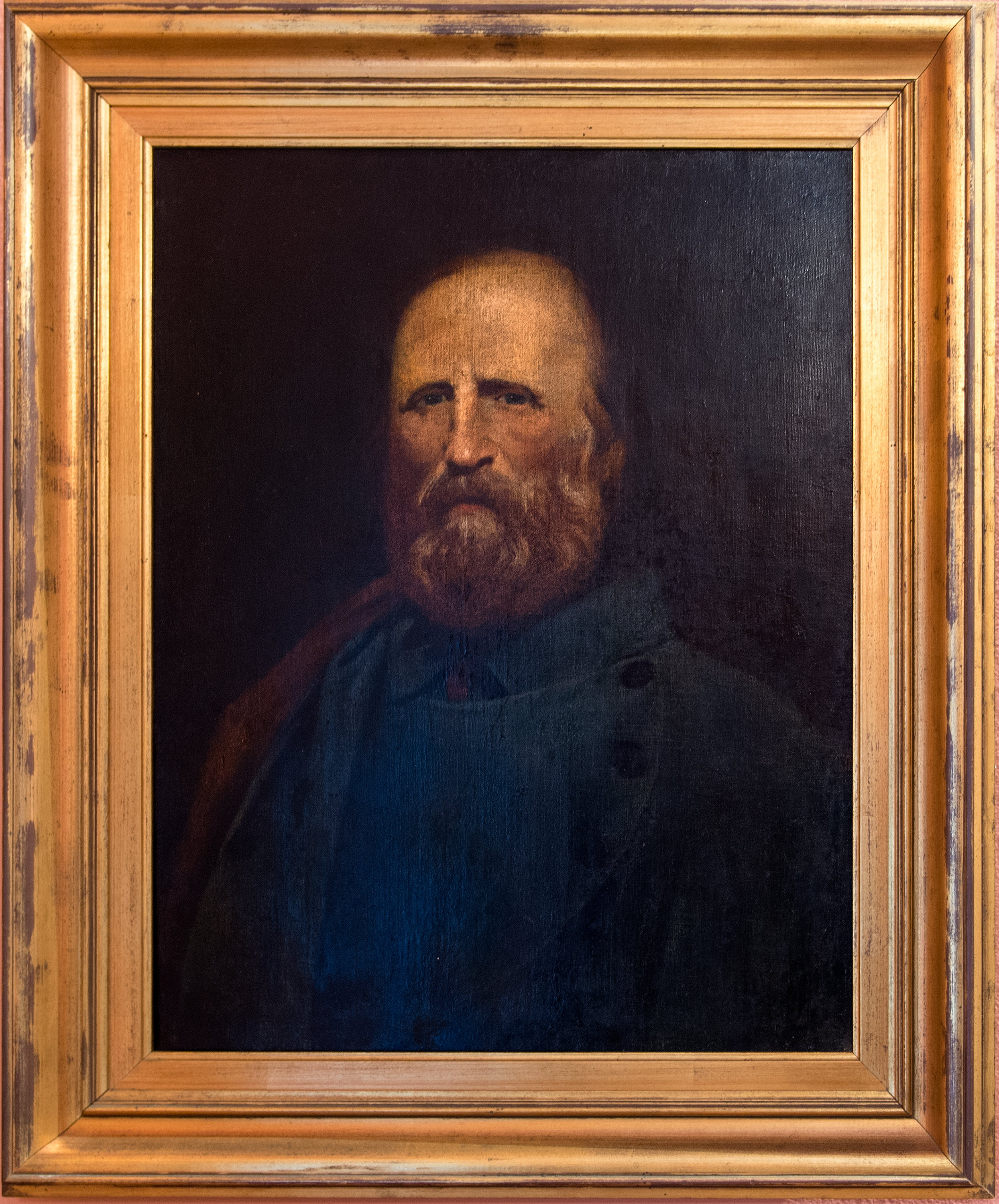
Giuseppe Garibaldi, Autore: sconosciuto, olio su tela,(49,2X64 cm).
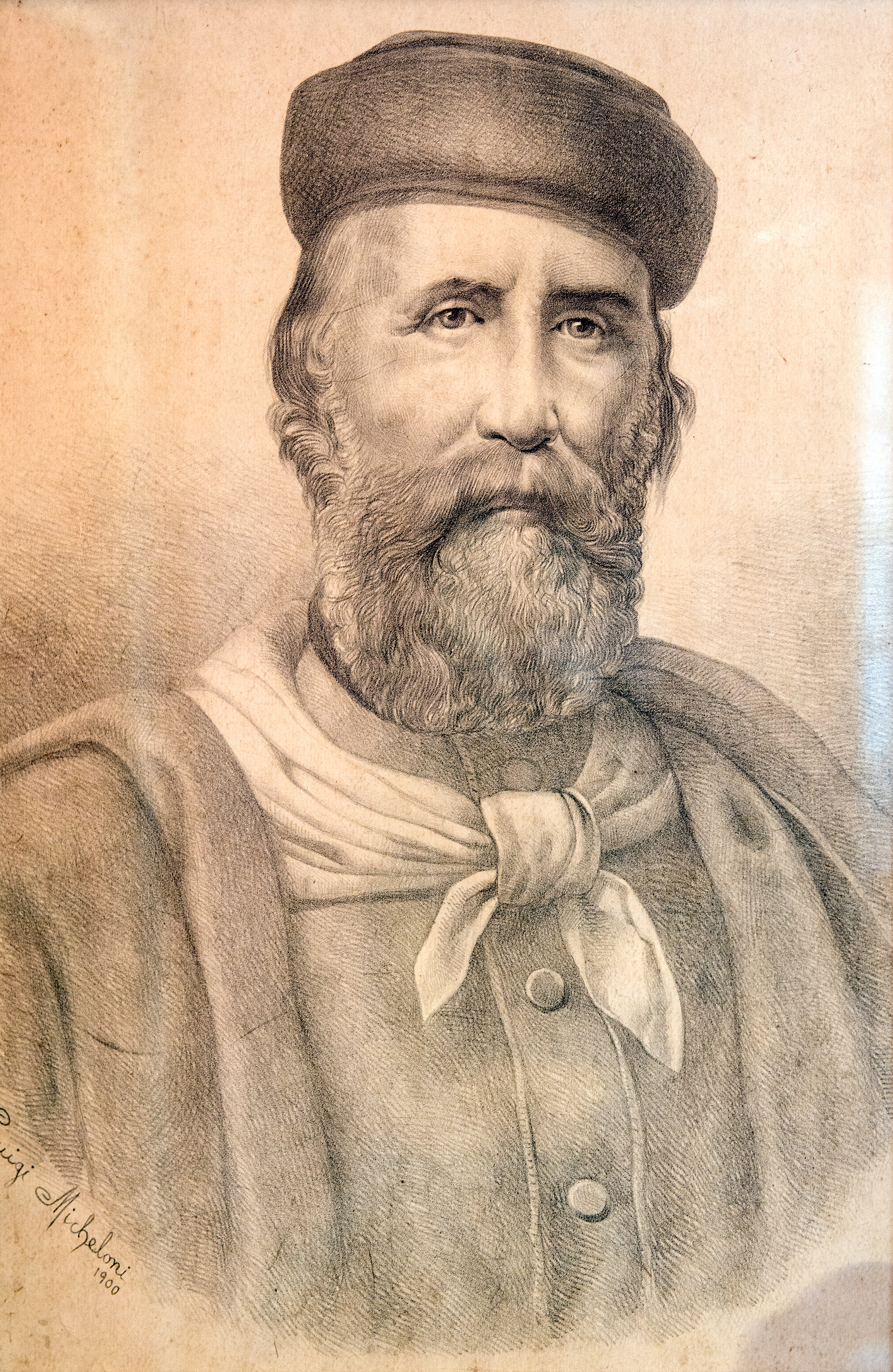
Giuseppe Garibaldi, Autore: Luigi Micheloni, Litografía firmata "Luigi Micheloni 1900", 1900 (43X61 cm).
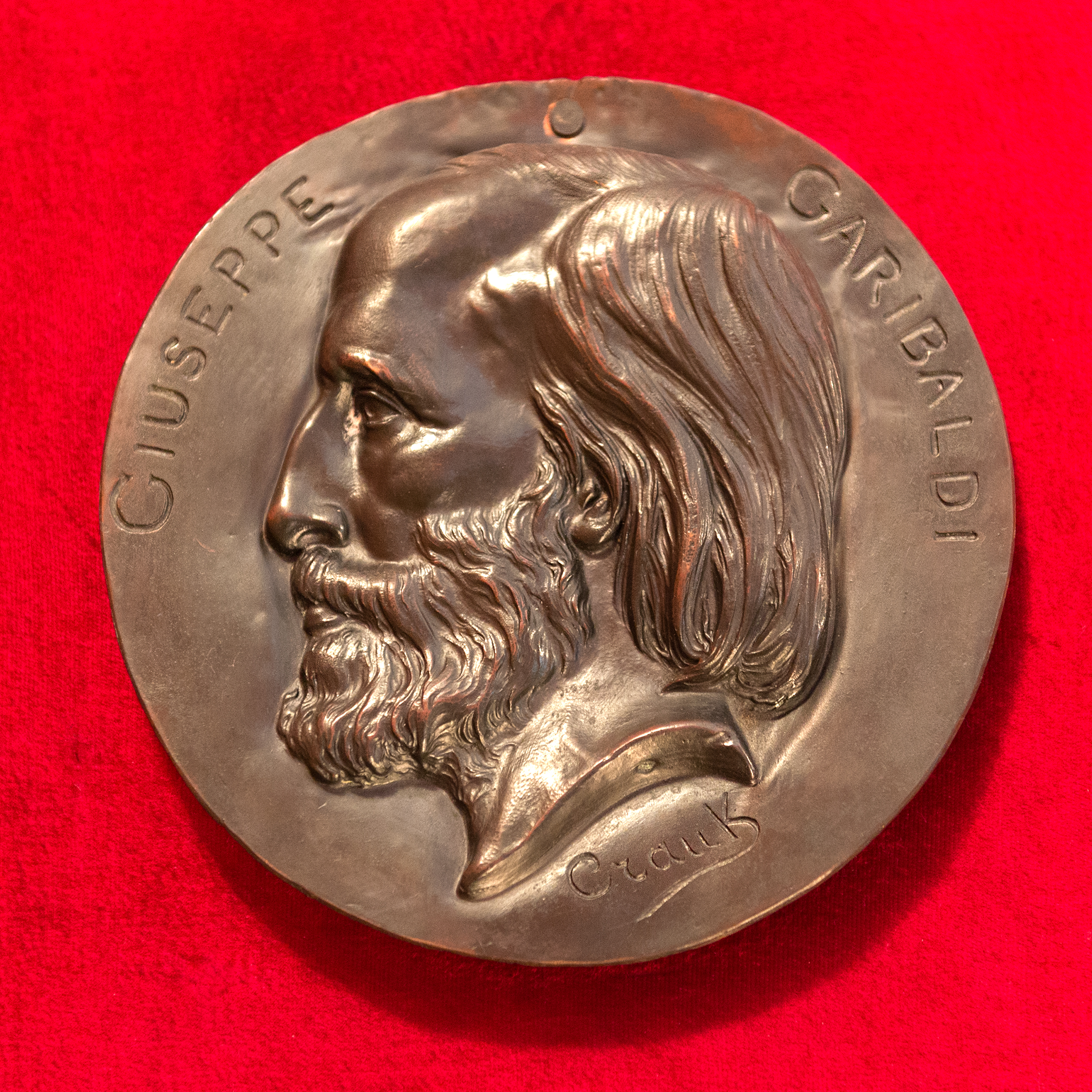
Medaglione di bronzo di Giuseppe Garibaldi, Autore: Cruau (41 X 41 X 19,2 cm).
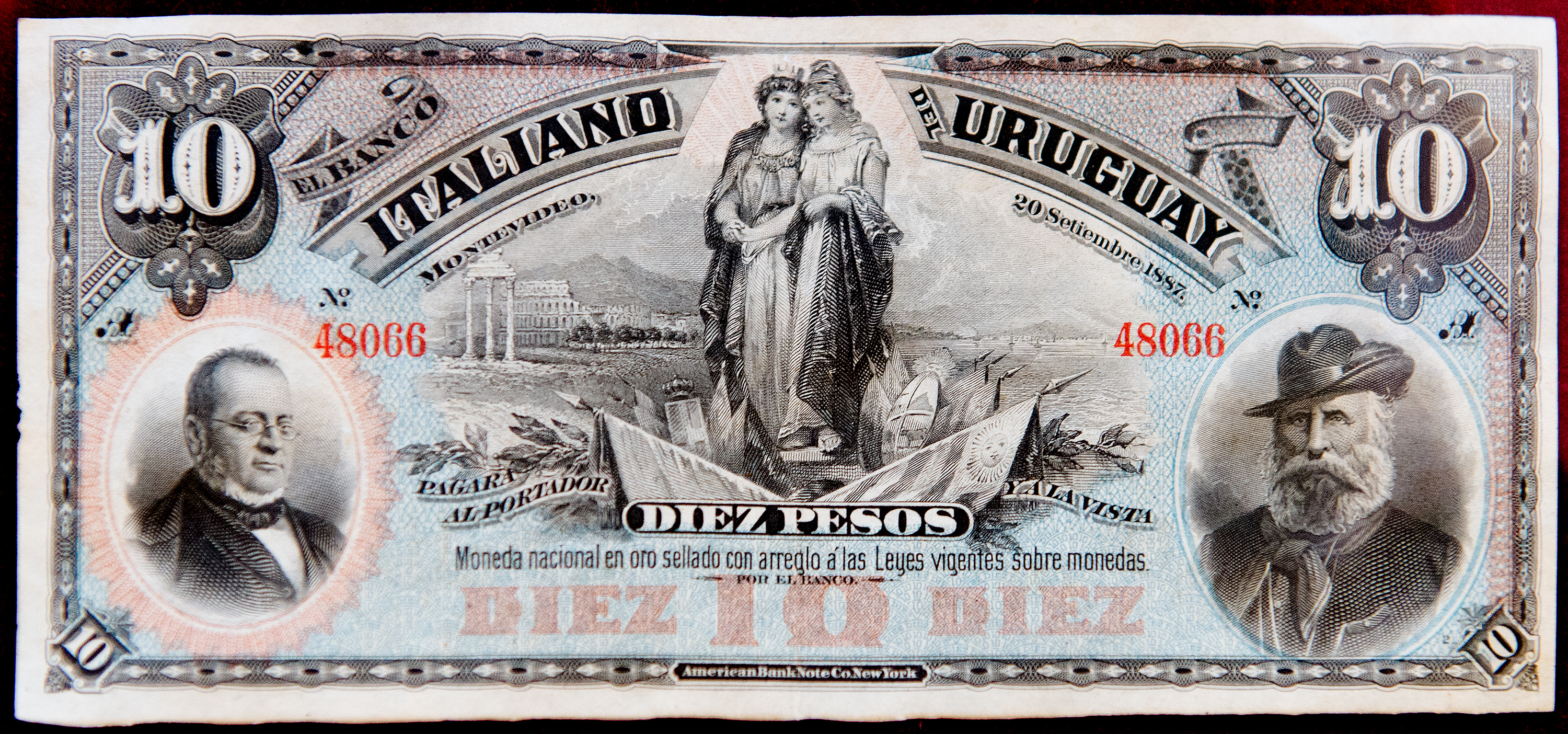
Biglietto da 10 pesos, emesso dal Banco Italiano del Uruguay, con la effigie di Giuseppe Garibaldi. 20 settembre 1887. 18,4 x 8,3 cm.
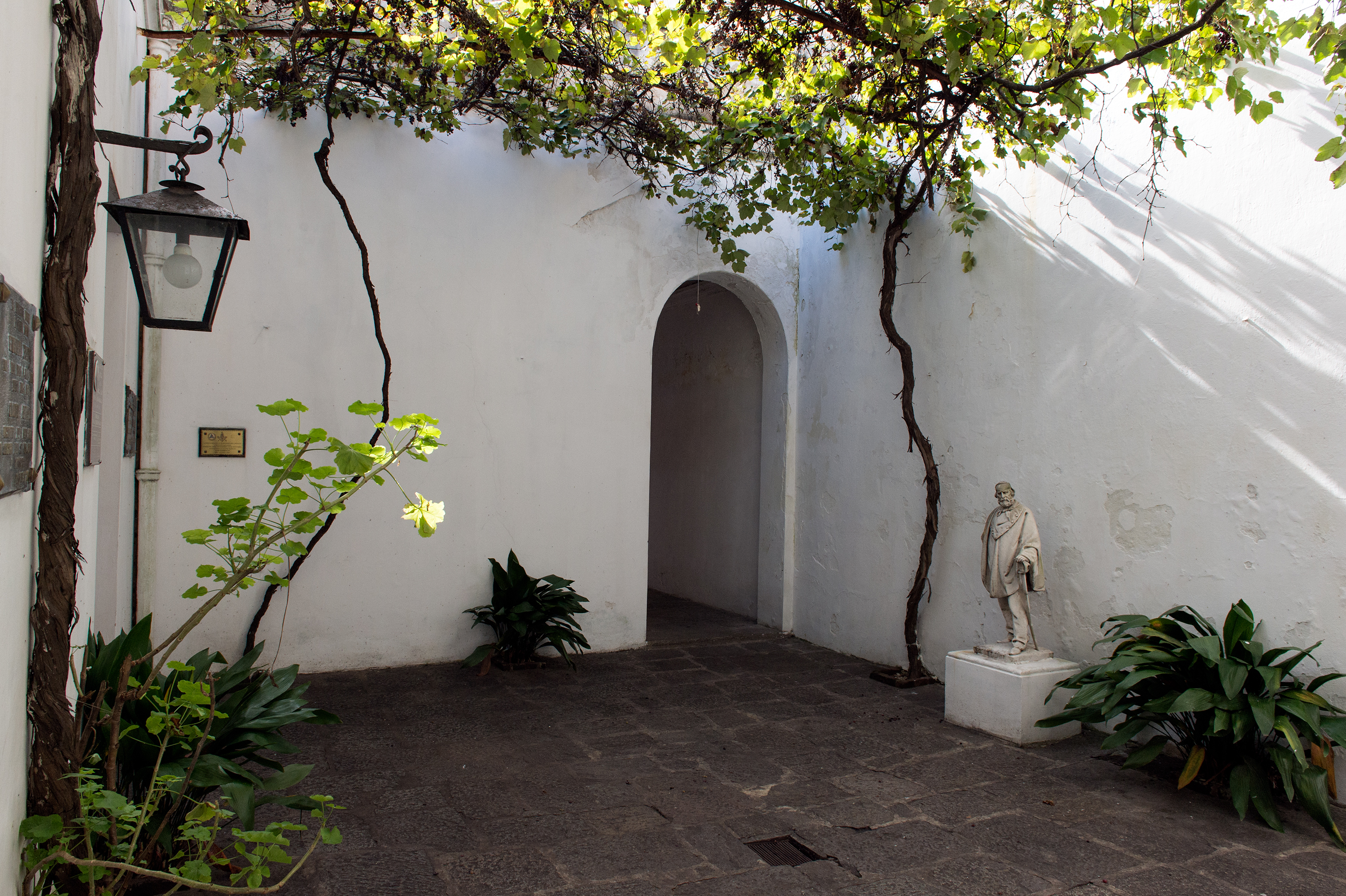
Patio interno, vista generale.
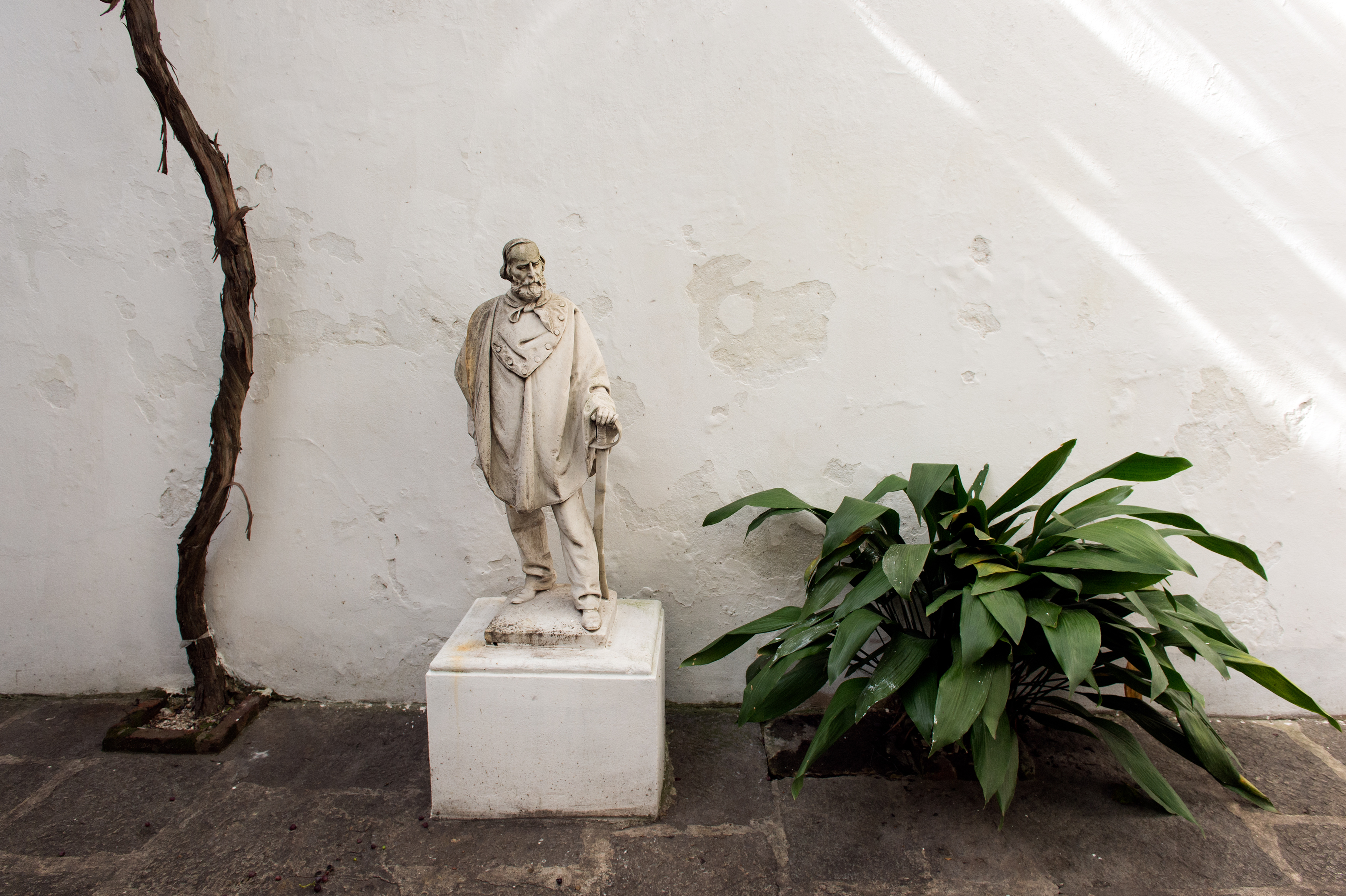
Dettaglio del patio.
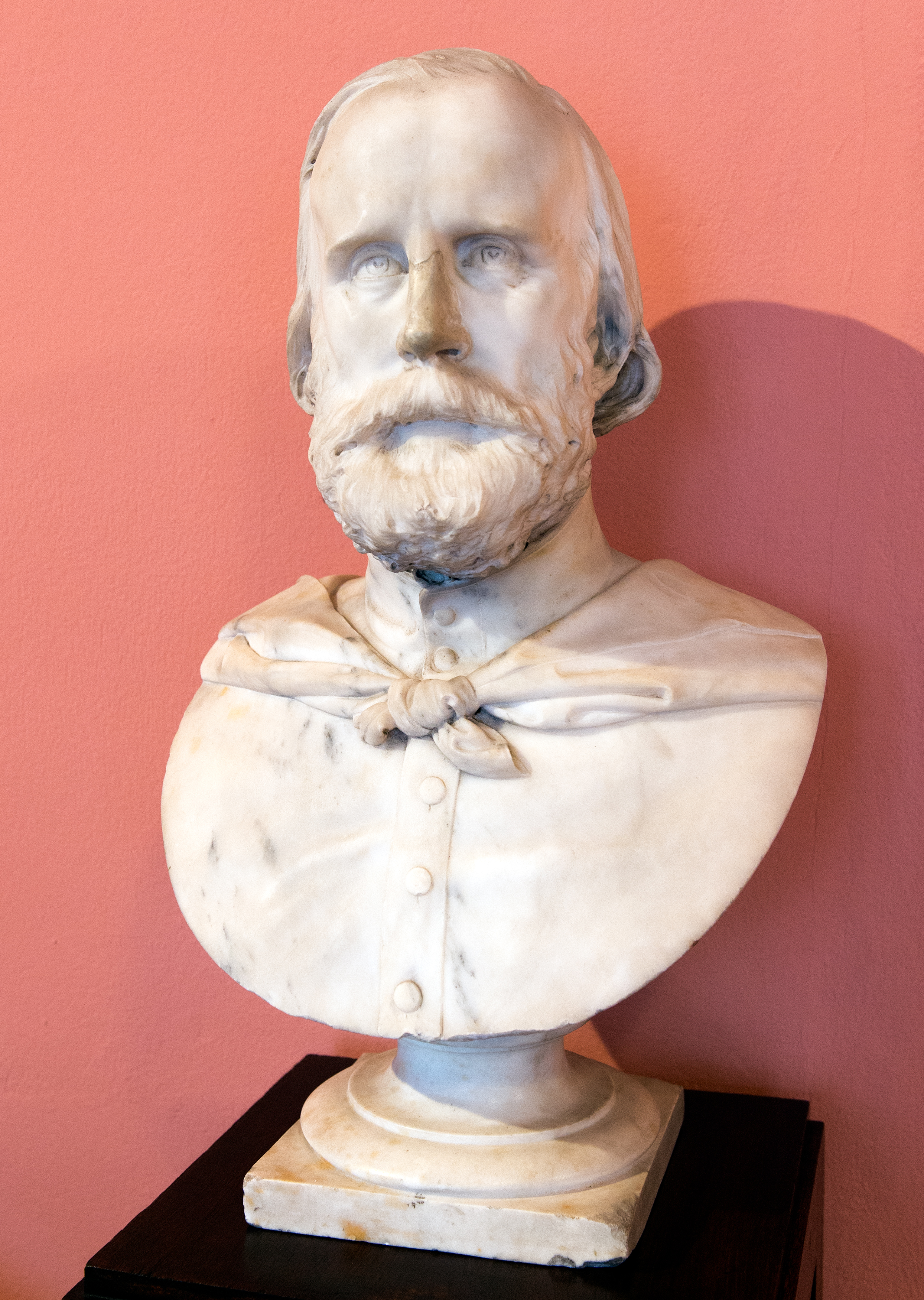
Scultura di Giuseppe Garibaldi, di autore sconosciuto.
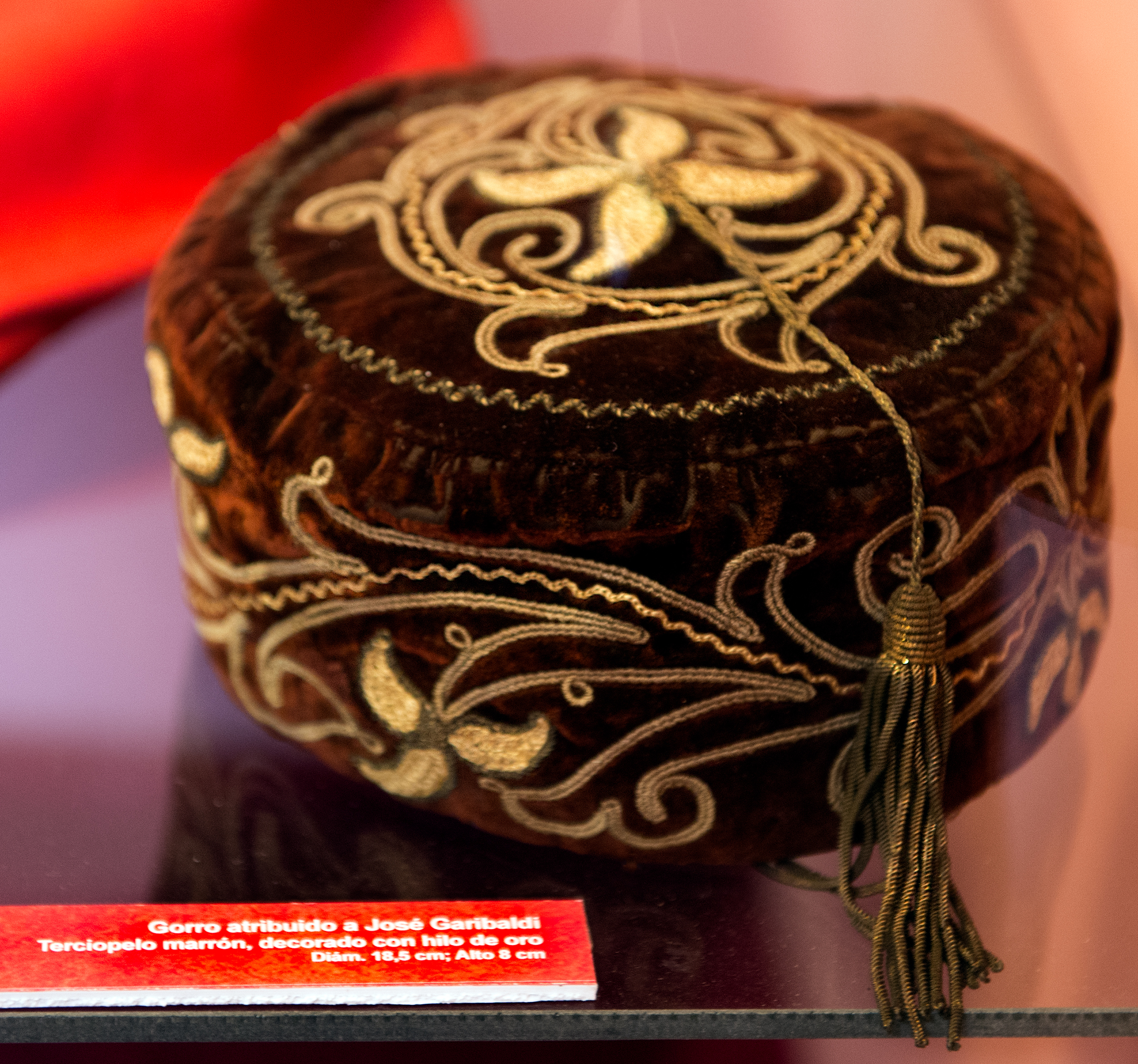
Cappello attribuito a Giuseppe Garibaldi decorato con filo d'oro. (Diam. 18,5 cm; altezza 8 cm).
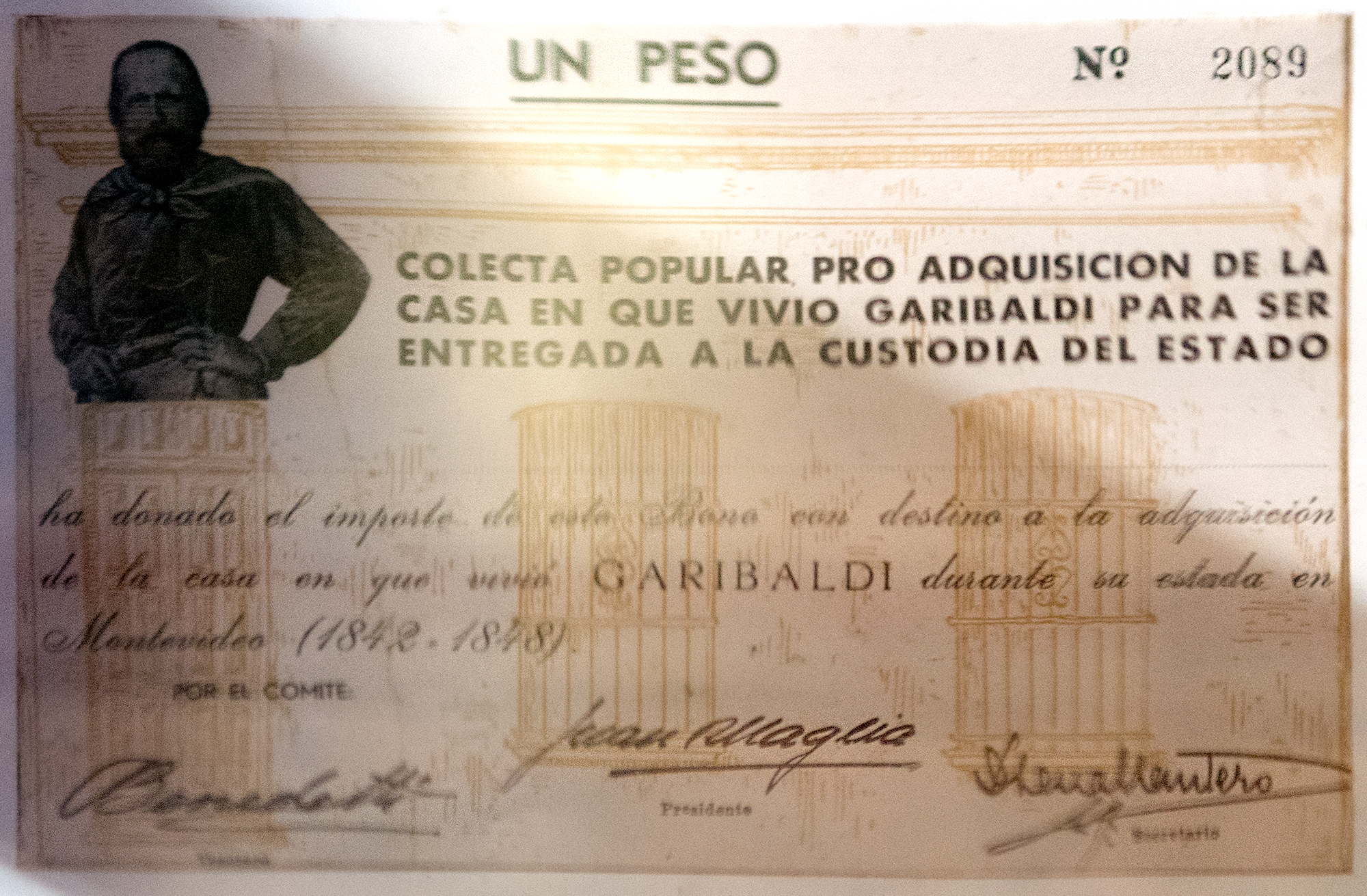
Buono di donazione per comprare la Casa di Garibaldi.